# Geelbruine duinvezelkop
De geelbruine duinvezelkop (Inocybe dunensis) is een paddenstoel uit de familie Inocybaceae. Hij groeit onder kruipwilg en populier op meestal kalkrijk duinzand.

## Kenmerken

### Uiterlijke kenmerken
hoed
De hoed is zonder velipellis, daardoor grof-vezelig tot iets viltig.
steel
De steel is onder een loep voor het grootste deel bepoederd. De steel is wit, wittig of gelig, bij opdrogen vanuit de basis soms bruin tot zwart wordend. De steel is duidelijk knolvormig.

### Microscopische kenmerken
Binnen het geslacht Inocybe behoort deze paddenstoel tot de knobbelsporige. De sporen zijn in meerderheid hoekig, in kleine minderheid iets knobbelig. De sporen meten 10–15 × 7–10 µm. De caulocystidia zijn over (vrijwel) de gehele lengte van de steel aanwezig.

## Verspreiding
In Nederland komt de geelbruine duinvezelkop matig zeldzaam voor. Hij staat op de rode lijst in de categorie 'Kwetsbaar'.